# Claude de Granier
Claude de Granier OSB (* 1548 in Yenne; † 17. September 1602 in Polinge) war ein savoyardischer römisch-katholischer Geistlicher und Bischof von Genf, dessen Sitz seit der Reformation in Annecy war.

## Leben
Seine Eltern waren Bernardin de Granier, Seigneur de Le Noyer, Hofmeister des Jakob von Savoyen-Nemours, und Anne-Antoinette du Châtelard. Ab 1555 besuchte er das Kollegium in Annecy. Sein Noviziat verbrachte er im Priorat Talloires. Dort wurde er auf Vorschlag von Herzog Emanuel Philibert von Savoyen mit der Bulle vom 7. November 1563 zum Kommendatarprior ernannt. Er schloss sein Studium am Jesuitenkollegium in Rom ab, wo er um 1572 die Priesterweihe empfing.
Am 15. Dezember 1578 wurde Claude de Granier zum Bischof von Genf ernannt. Die Bischofsweihe spendete ihm am 26. April 1579 in Annecy der ehemalige Bischof von Bagnoregio Galeazzo Gegald (Regardus); Mitkonsekratoren waren Pierre de Lambert OSA, Bischof von Saint-Jean-de-Maurienne, und Jean-Godefroi Ginod, Bischof von Belley.
Claude de Granier war an der Rekatholisierung des Chablais beteiligt, das 1536 von den Bernern erobert worden war und mit dem Lausanner Vertrag von 1564 wieder an das Herzogtum Savoyen fiel.